# Naemi Brändle

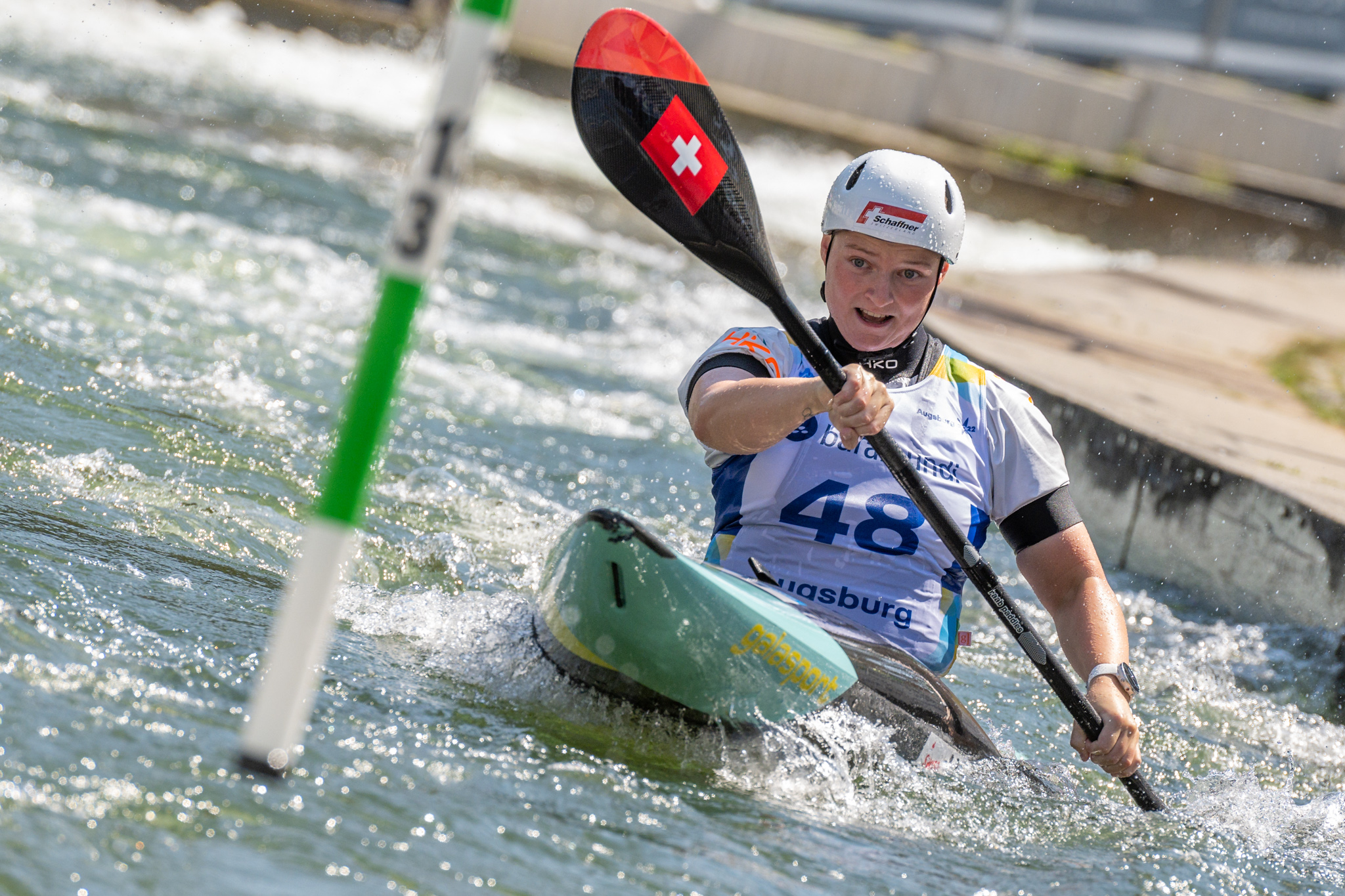
Naemi Brändle bei den ICF-Kanuslalom-Weltmeisterschaften 2022 in Augsburg, Deutschland

Naemi Brändle (* 20. Juni 2001 in Frauenfeld) ist eine Schweizer Slalom-Kanutin, die seit 2016 auf internationaler Ebene antritt. Sie stammt aus Wagenhausen im Thurgau. 2021 nahm sie an den Olympischen Spielen 2020 in Tokio teil und belegte den 18. Platz. 2022 gewann sie an den Junior-Weltmeisterschaften in Ivrea die Silbermedaille.

## Erfolge
Bei den Junioren-Weltmeisterschaften 2018 in Ivrea gewann Brändle eine Bronzemedaille in der Kategorie K1. Bei den Europameisterschaften 2021 in Ivrea belegte sie den 9. Platz und sicherte sich und der Schweiz den letzten Quotenplatz für die Olympischen Spiele in Tokio. Sie vertrat die Schweiz in der Kategorie K1 bei den Olympischen Sommerspielen 2020 in Tokio und belegte den 18. Platz. 2022 bei den Junior-Weltmeisterschaften im Extreme-Slalom gewann Brändle in der Kategorie K1 die Silbermedaille.